# Кованько, Клавдия Петровна
Кла́вдия Петровна Кованько́ (1838 — ?) — русская писательница-беллетристка.
Родилась в семье Петра Николаевича Кованько, учителя 1-й харьковской гимназии, собирателя народных баек. Была сотрудницей отдела беллетристики женского журнала «Женский вестник». Главные произведения: «Больная», очерк («Женский Вестник» 1867, № 8—9); «Любовь и труд», повесть (ib., 1868, № 1, и «Дело», 1870, № 7); «Сумасбродка», этюд («Дело» 1868, № 9—10). Очерк «Больная» первоначально носил название «Впотьмах» и в первой редакции не был допущен к печати цензурой; о дальнейшей судьбе произведения с цензорами велась длительная переписка.
По мнению критиков XIX века, произведения Кованько написаны искренно и, живо отражая стремления 1860-х годов, в особенности стремление к эмансипации женщины, в своё время очень нравились читателям. Произведения писательницы не были забыты и в СССР — отмечалась не типичная для русских беллетристок XIX века позиция Кованько в отображении окружающей действительности и поднятия тем неудовлетворённости существующими порядками.